# GMC Suburban
GMC Suburban – samochód osobowy typu van, a następnie SUV klasy pełnowymiarowej produkowany pod amerykańską marką GMC w latach 1937–1999.

## Pierwsza generacja

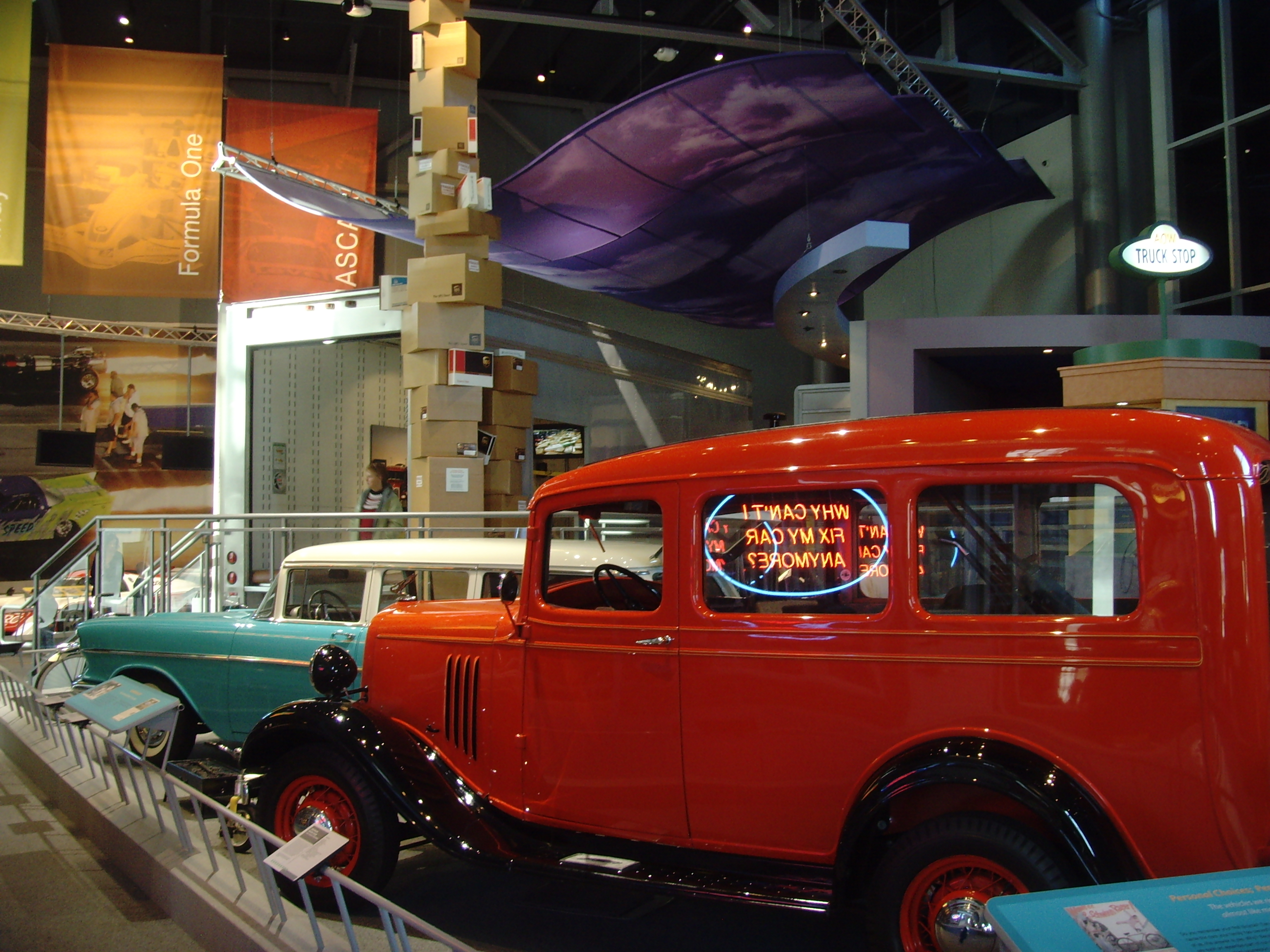
GMC Suburban I – profil

GMC Suburban I został zaprezentowany po raz pierwszy w 1937 roku.
Po tym, jak w 1935 roku Chevrolet przedstawił duży osobowy model Suburban, General Motors podjęło decyzję o opracowaniu bardziej użytkowej, bliźniaczej konstrukcji pod marką GMC. Samochód otrzymał taką samą nazwę i odróżniał się wyglądem atrapy chłodnicy i innymi logotypami, trafiając na rynek 2 lata po premierze modelu Chevroleta, w 1937 roku.

### Silnik
- L6 3.4l

## Druga generacja

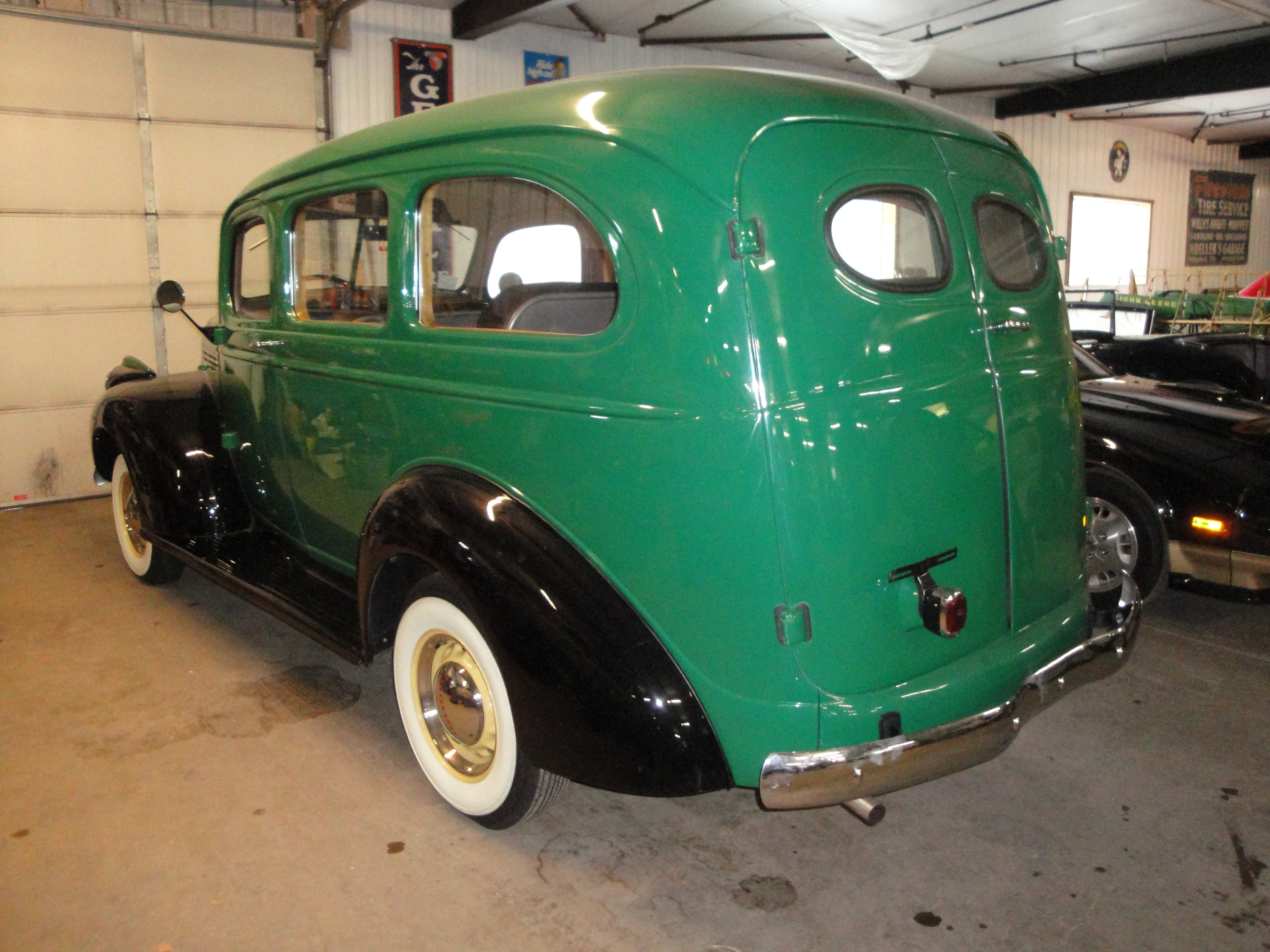
GMC Suburban II – tył

GMC Suburban II został zaprezentowany po raz pierwszy w 1940 roku.
Drugie wcielenie pełnowymiarowego vana GMC zostało zaprezentowane tym razem równolegle z bliźniaczą konstrukcją Chevroleta, zyskując obszerniejsze nadwozie oraz obszerniejszą gamę jednostek napędowych.
Podobnie jak poprzednik, samochód był oferowany z manualną przekładnią i zbudowany został na platformie General Motors dostosowanej do napędu przedniego.

### Silniki
- L6 3.5l
- L6 3.7l

## Trzecia generacja

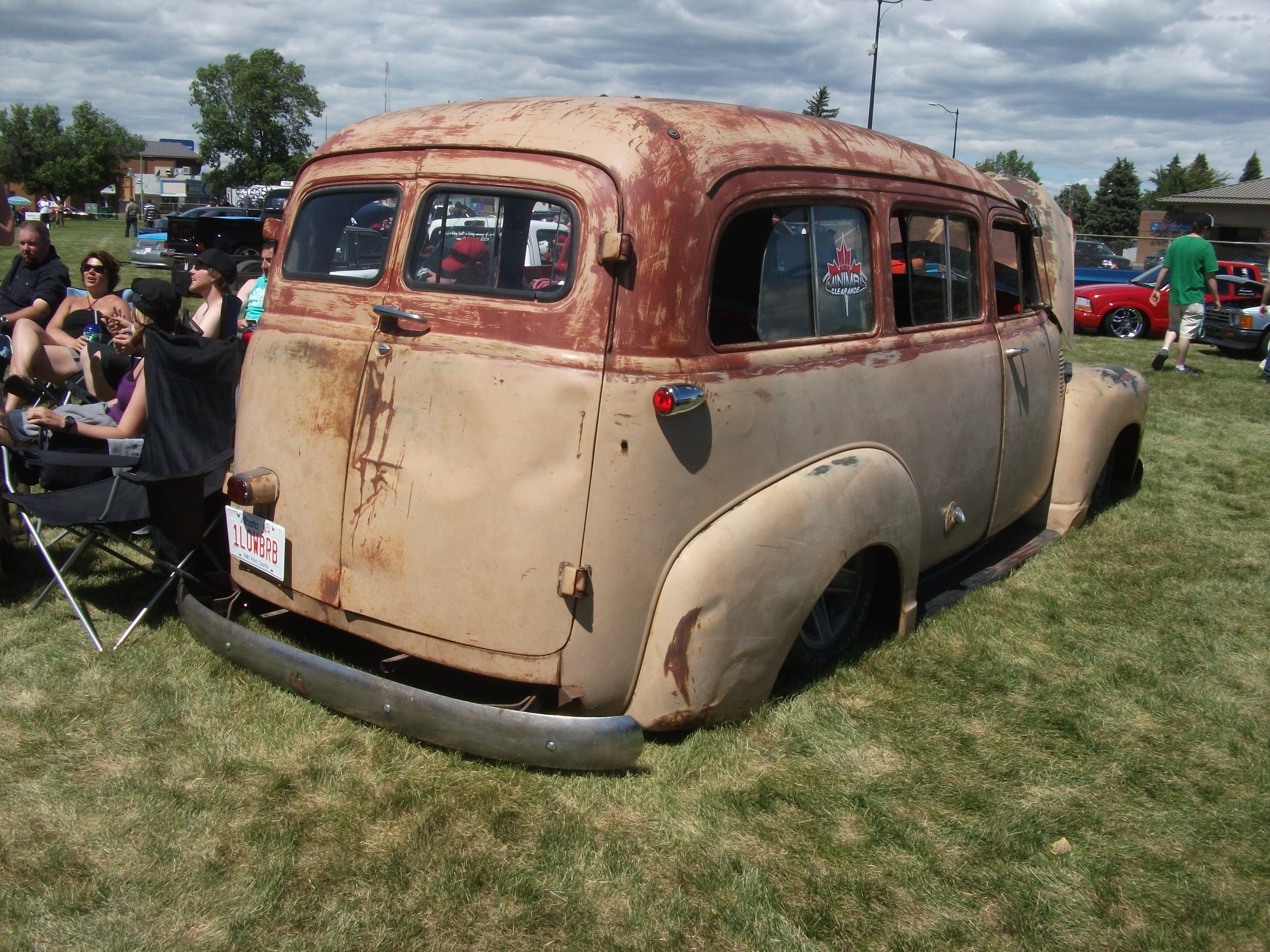
GMC Suburban III – tył

GMC Suburban III został zaprezentowany po raz pierwszy w 1946 roku.
Podobnie jak bliźniaczy Chevrolet Suburban, trzecie wcielenie vana GMC zostało oparte na zupełnie nowej platformie General Motors Advance Design, która po raz ostatni w dziejach modelu została dostosowana do napędu tylnego.
Samochód zyskał nieznacznie większe nadwozie, a także taki sam rozstaw osi jak w przypadku poprzednika. Zachowano też charakterystyczny wygląd z wyraźnie zaznaczonymi nadkolami.

### Silniki
- L6 3.5l
- L6 3.9l

## Czwarta generacja

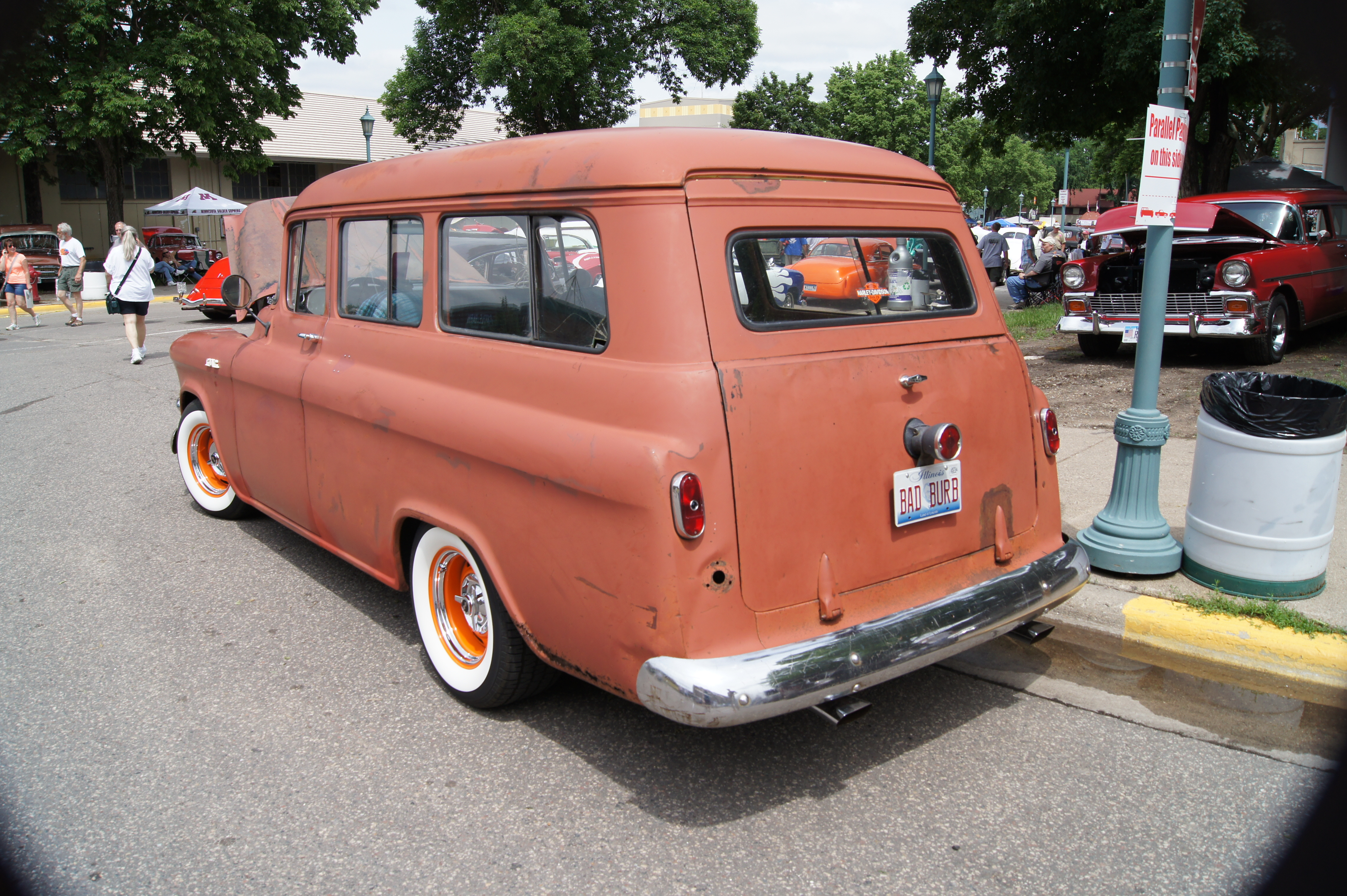
GMC Suburban IV – tył

GMC Suburban IV został zaprezentowany po raz pierwszy w 1954 roku.
Czwarta generacja modelu Suburban powstała wraz z bliźniaczą konstrukcją Chevroleta na nowej architekturze koncernu General Motors o nazwie Task Force, przechodząc gruntowną metamorfozę pod kątem proporcji nadwozia i wyglądu zewnętrznego.
Zgodnie z tendencjami w wyglądzie pojazdów koncernu z lat 50., Suburban IV stał się masywniejszy, z wyraźnie zaznaczonymi kształtami maski i większą liczbą chromowanych ozdobników. Samochód stał się także większy i cięższy.

### Silniki
- V8 4.3l
- V8 4.6l

## Piąta generacja

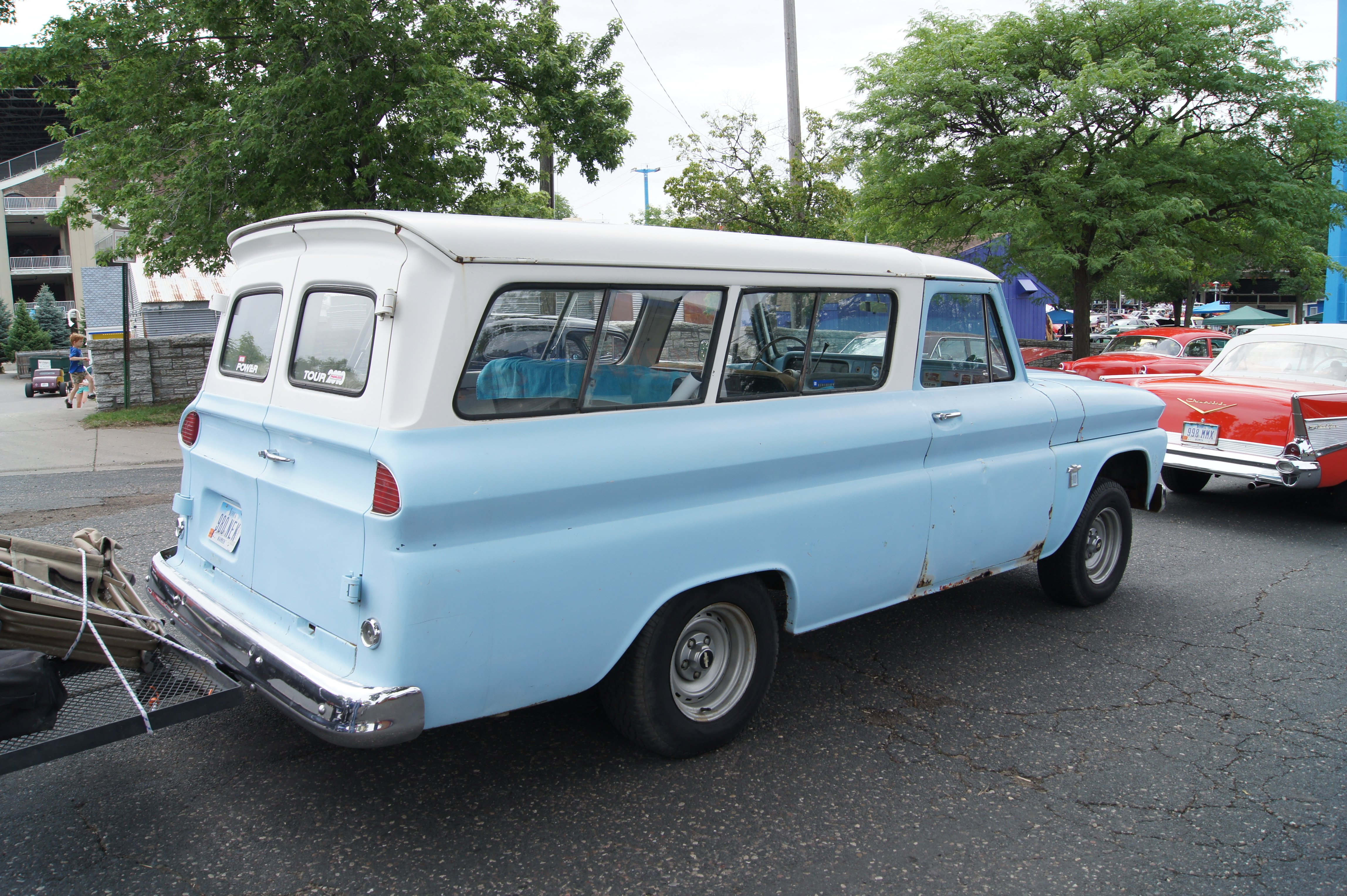
GMC Suburban V – tył

GMC Suburban V został zaprezentowany po raz pierwszy w 1959 roku.
GMC Suburban piątej generacji trafił na rynek na przełomie lat 50. i 60. XX wieku, przechodząc ewolucyjny kierunek zmian w stosunku do poprzednika pod kątem wyglądu i największą od debiutu w 1937 roku zmianę w kwestii typu pojazdu.
Po raz pierwszy, duży model GMC wraz z Chevroletem Suburbanem stał się pełnowymiarowym SUV-em, pełniącym rolę sztandarowego modelu w ofercie. Charakterystycznym elementem wyglądu stał się nisko osadzony pas świateł.

### Silniki
- L6 3.8l
- L6 3.9l
- L6 4.1l
- L6 4.8l
- V6 5.0l
- V8 4.6l
- V8 5.4l

## Szósta generacja

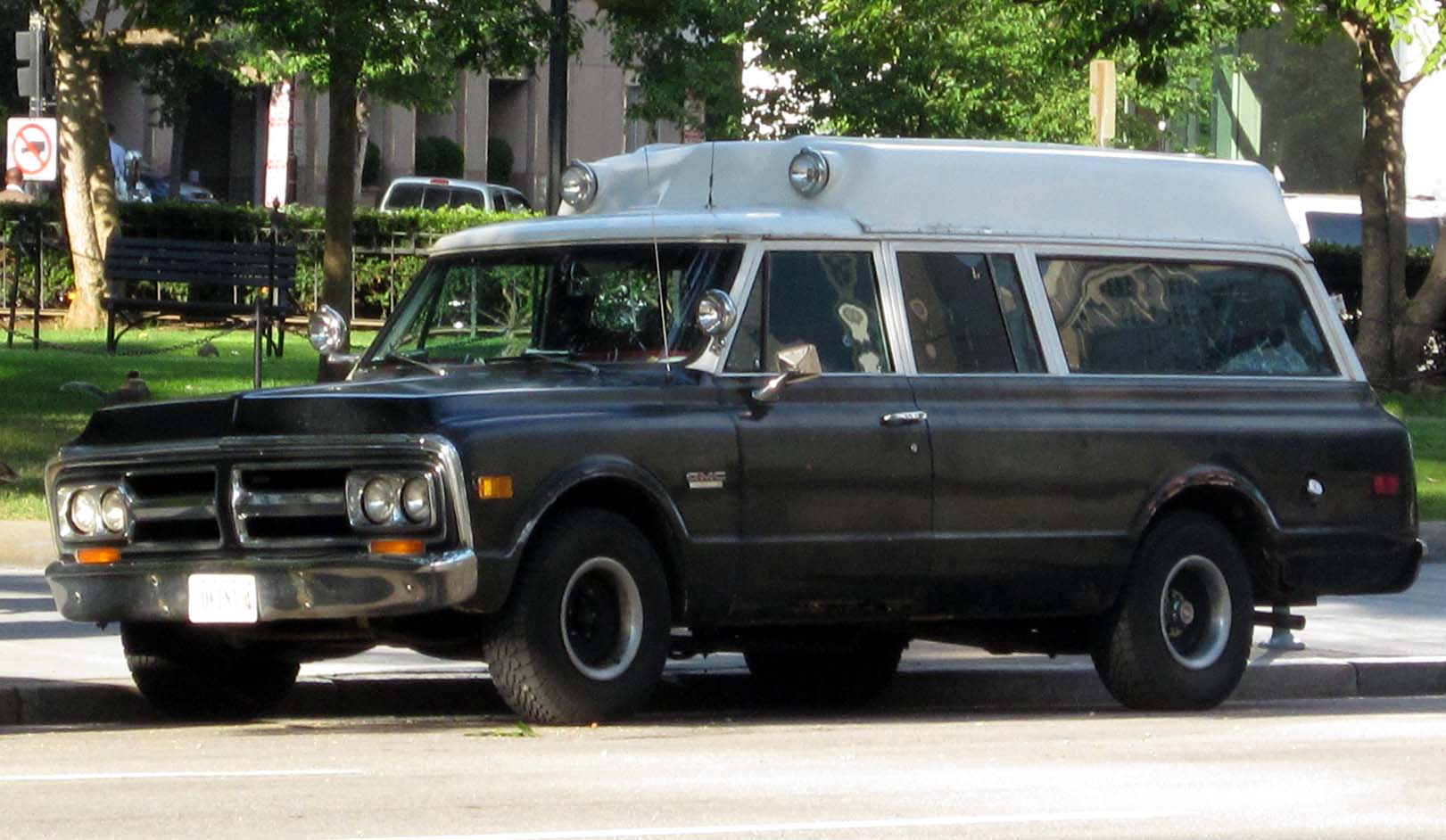
GMC Suburban VI

GMC Suburban VI został zaprezentowany po raz pierwszy w 1966 roku.
Szósta generacja GMC Suburban przeszła ewolucyjny kierunek zmian, zyskując równie masywną sylwetkę co poprzednik przy jednocześnie bardziej kanciastym kształcie nadkoli, błotników i ogólnej bryły nadwozia.
Pojazd osadzono niżej, nadając mu wielofunkcyjny charakter łączący cechy zarówno pojazdów terenowych, jak i vanów i kombi.

### Silniki
- L6 4.1l
- L6 4.8l
- V6 5.0l
- V8 4.6l
- V8 5.0l
- V8 5.4l
- V8 5.7l
- V8 6.5l

## Siódma generacja

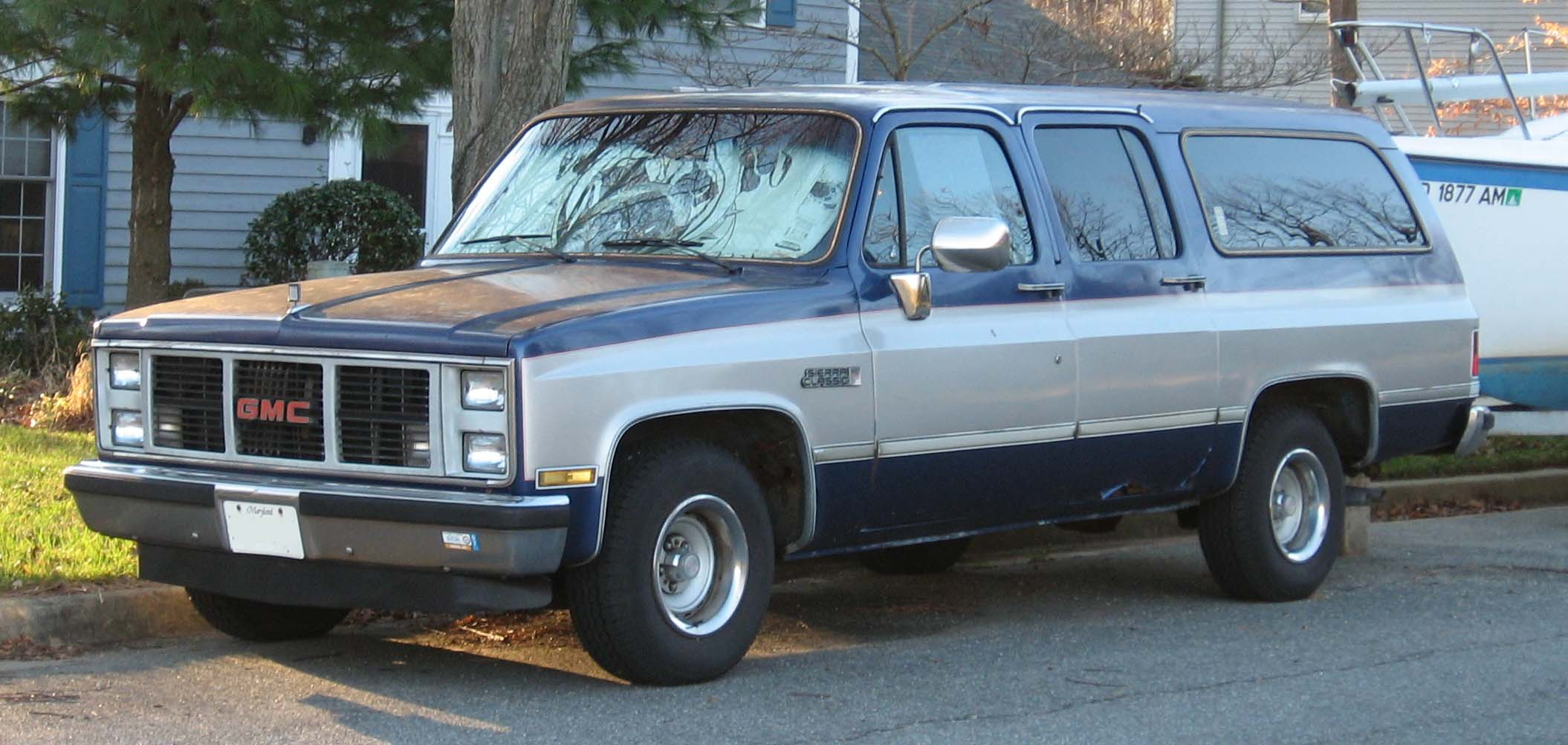
GMC Suburban VII po liftingu

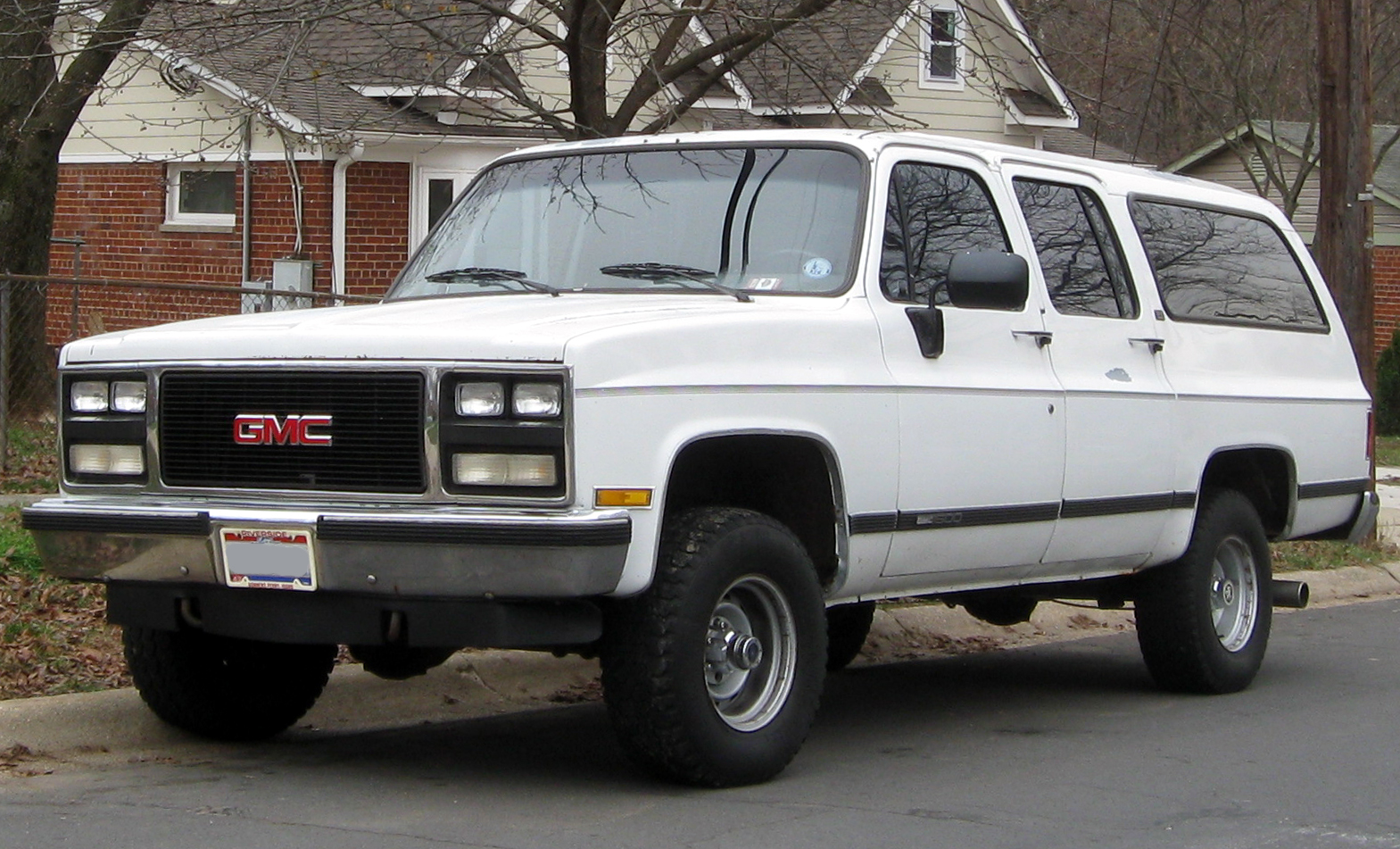
GMC Suburban VII po drugim liftingu

GMC Suburban VII został zaprezentowany po raz pierwszy w 1972 roku.
Siódma generacja GMC Suburbana trafiła na rynek na początku lat 70., ponownie przechodząc ewolucyjny zakres zmian w porównaniu do poprzedniego wcielenia.
Pojawiły się jeszcze bardziej kanciaste proporcje, charakterystyczne prostokątne reflektory z atrapą chłodnicy w układzie kraty, a także po raz pierwszy tak elastyczne możliwości dobrania prześwitu. W ten sposób, Suburban z podwyższonego kombi mógł przyjąć formę klasycznego, wysoko zawieszonego SUV-a.

### Restylizacje
W 1983 roku GMC Suburban VII przeszedł gruntowną modernizację, zyskując wieloczęściowe reflektory i mniejszą liczbę chromowanych ozdobników. Kolejna restylizacja została przeprowadzona w 1989 roku, kiedy to pojawił się nowy wygląd atrapy chłodnicy, która zyskała inny układ poprzeczek, a charakterystycznym rozwiązaniem stała się poprzeczka dzieląca reflektory.

### Silniki
- L4 4.0l
- L6 4.1l
- V8 5.0l
- V8 5.7l
- V8 6.2l
- V8 6.6l
- V8 7.4l

## Ósma generacja

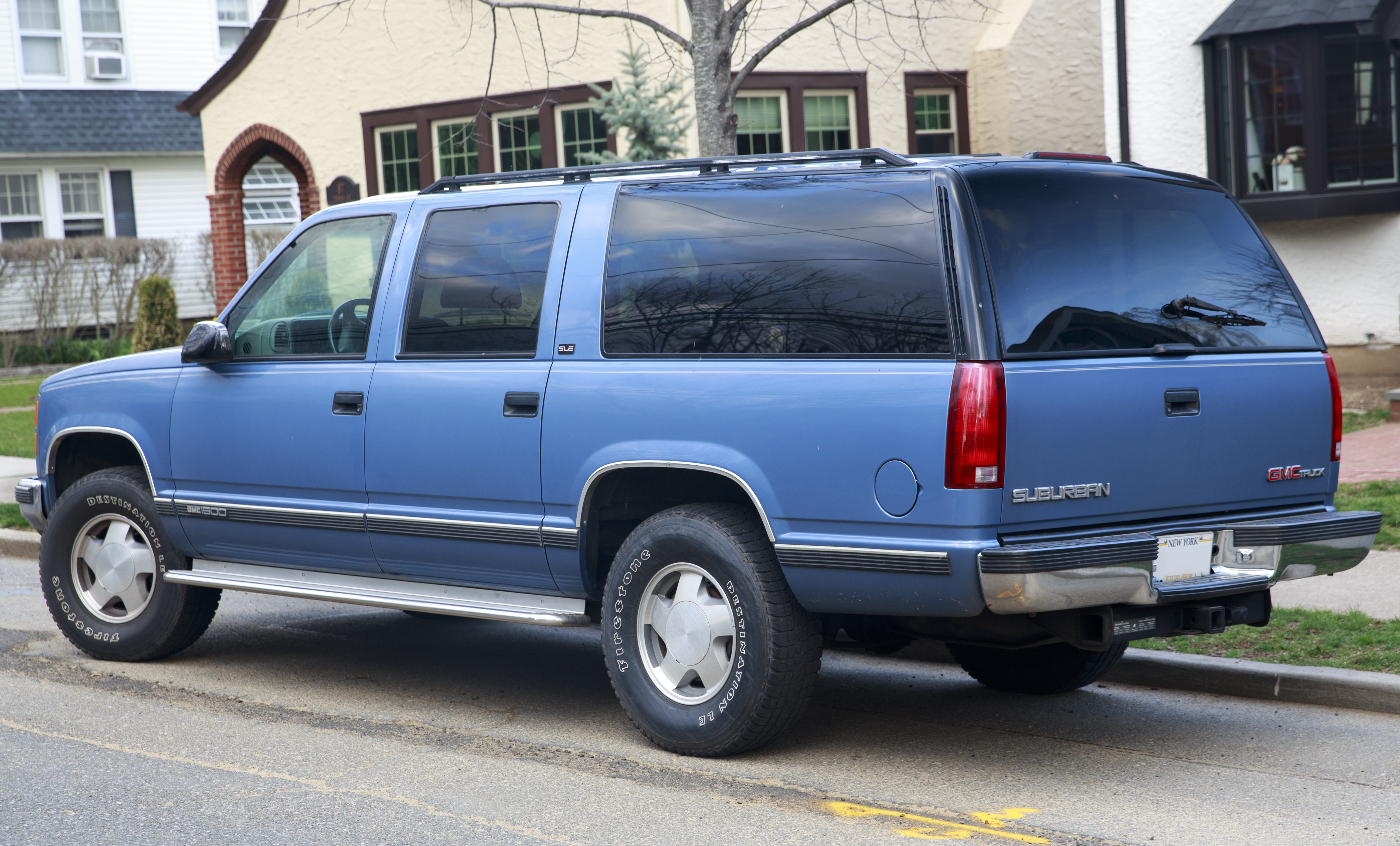
GMC Suburban VIII – tył

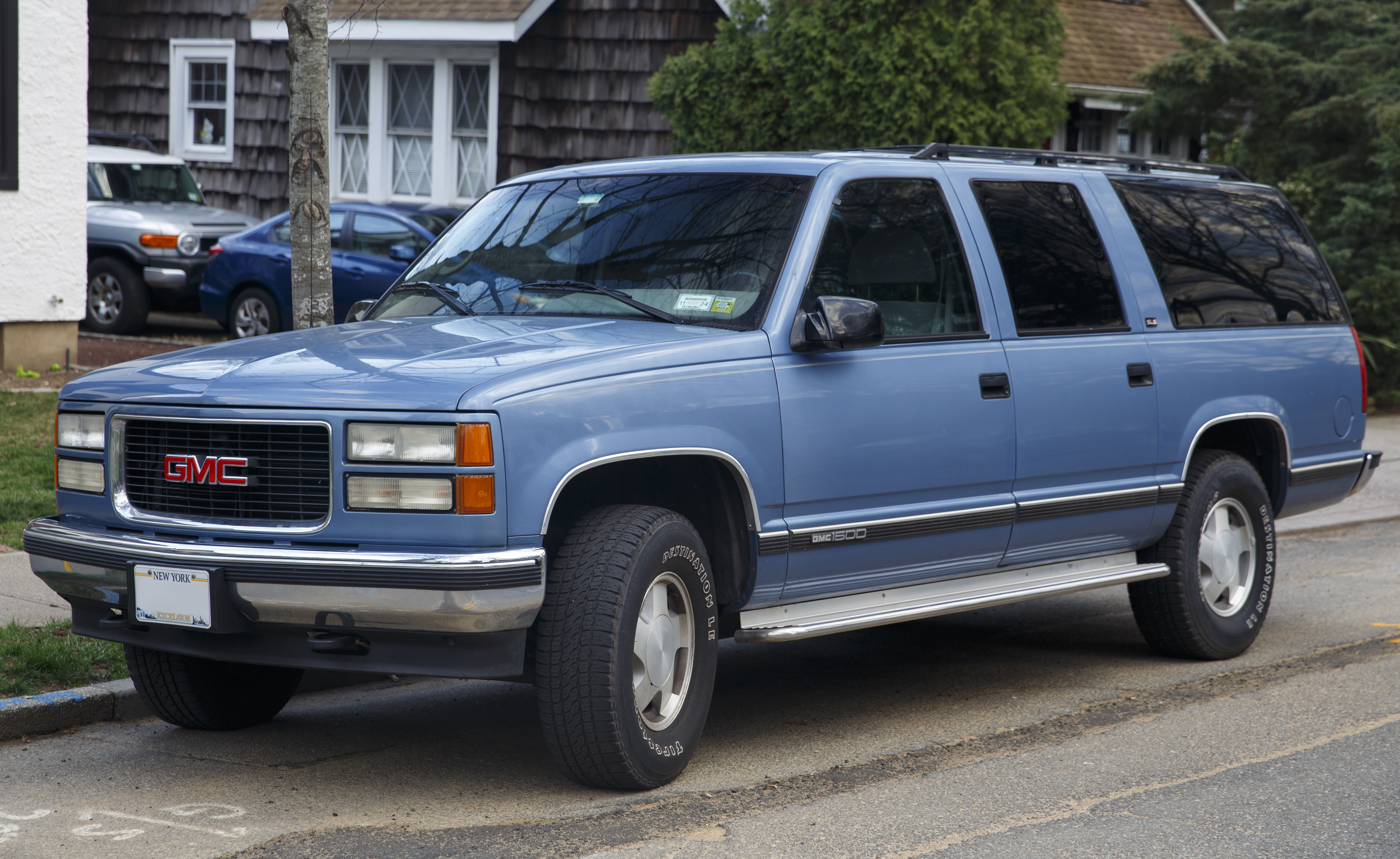
GMC Suburban VIII po liftingu

GMC Suburban VIII został zaprezentowany po raz pierwszy w 1991 roku.
Ósma i ostatnia generacja Suburbana trafiła do sprzedaży w 1991 roku wraz z bliźniaczym modelem Chevroleta. W przeciwieństwie do dotychczas produkowanych wcieleń, samochód przyjął formułę klasycznego, 5-drzwiowego pełnowymiarowego SUV-a plasującego się w ofercie jako przedłużony wariant nowo wprowadzonego wówczas modelu Yukon
Nadwozie zyskało kanciaste proporcje, a od bliźniaczej konstrukcji Chevroleta, Suburban od GMC wyróżniał się jedynie wyglądem atrapy chłodnicy. Zamiast charakterystycznej chromowanej poprzeczki biegnącej przez całą szerokość przedniego pasa, pojawił się duży napis „GMC” na środku.

### Lifting
W 1996 roku GMC Suburban VIII przeszedł gruntowną modernizację, w ramach której z przodu pojawiły się charakterystyczne dwuczęściowe reflektory zajmujące większą powierzchnię pasa przedniego niż dotychczas.
Produkcja zakończyła się z kolei w 1999 roku, po której po 62 latach GMC zdecydowało się wycofać się z użytku nazwy Suburban dla swojego pełnowymiarowego SUV-a na rzecz nowej, unikalnej względem Chevroleta nazwy, którą otrzymał następca – Yukon XL.

### Silniki
- V8 5.7l L05
- V8 5.7l Turbo Diesel
- V8 6.5l L56
- V8 7.4l L19
- V8 7.4l Vortec